# Krystyna Łyczywek
Krystyna Łyczywek   (Poznań, 24 d'agost de 1920 - Szczecin, 22 d'abril de 2021) va ser fotògrafa, traductora i periodista experta en llengua polonesa i cultura francesa.
Era membre de moltes associacions de fotògrafes a Polònia i a l'estranger. Va presidir sobretot la secció polonesa de la Federació internacional de l'art fotogràfic. A partir de 1945, resideix a Szczecin.

## Biografia
Krystyna Łyczywek, després d'haver començat estudis de filologia romànica, es troba amb la Guerra i participa en la resistència en dels Szare Szeregi, així com el seu futur marit Roman Łyczywek (amb qui es va casar durant l'aixecament de Varsòvia i que va morir cinquanta anys després, el 1994).
Krystyna Łyczywek va anar a França per primera vegada el 1961, a la Bretanya, a la Provença i sobretot a París, de la qual es va enamorar. Hi torna diverses vegades i hi dedica diversos àlbums.
Durant el primer viatge, coneix fotògrafs i fa amics en aquest entorn. També va portar llibres que es va comprometre a traduir al polonès, sobretot de Maupassant. El govern francès li concedeix una beca. Malauradament, les autoritats poloneses ja no li van donar passaport fins al 1970.
És presidenta de l'Associació d'Amistat Polònia-França (TPPF) de Szczecin des del 1990.

## Obra
El tema privilegiat de la seva obra és en primer lloc l'home (Gent al carrer, Dies quotidians a França, Viatges, Nens del món, Discapacitats) i el paisatge (Fascinació de Szczecin, impressions xineses, Marroc, la Bretanya ahir i avui, Paisatges marins, Szczecin i Paris de manera diferent, Private Journal 2004, Un jour à Varsovie).
De 1948 a 2009, participa en aproximadament 150 exposicions a Polònia i a l'estranger i rep molts guardons. De 1957 a 2009, les seves obres són exposades a aproximadament en 160 exposicions individuals a Polònia, a Finlàndia, a França, a Grècia, als Països Baixos, al Japó, a Alemanya, a Romania, als Estats Units i a Itàlia.
Publica molts àlbums p.ex. Diaporama, D'una gota d'aigua fins a l'oceà, Diàlegs sobre la fotografia (3 volums). Publica aproximadament 1.400 articles a la premsa polonesa i estrangera (txeca, francesa, búlgara, espanyola, neerlandesa, alemanya, suïssa, hongaresa, italiana).
Les seves obres formen part col·leccions de la Biblioteca nacional de França, del Museu Ludwig de Colònia, al Museu nacional de Breslau i Museu de la Història de la fotografia de Cracòvia i al Museu francès de la fotografia de Bièvres, a la Biblioteca de Pomérania de Szczecin i a moltes col·leccions privades a Polònia i a l'estranger.

## Distincions
- Krystyna Łyczywek va rebre la medalla Honor i reconeixement de l'Institut França-Polònia, el títol HonEFIAP de la FIAP.
- El ministre de la Cultura li concedeix la medalla Jan Bułhak
- L'any 2010, rep la Medalla d'or del Mèrit cultural polonès <i id="mwdg">Gloria Artis</i>[4]
- Per decret MAEP 13500-26 D del president de la República francesa en data del 18 de juny de 2013, és promoguda al grau d'oficial a l'Orde nacional de la Legió d'honor.